# ジョセフ・ディーキン
ジョセフ・ディーキン (Joseph Edmund "Joe" Deakin、1879年2月6日- 1972年6月30日)は、イギリスの陸上競技選手。1908年ロンドンオリンピックの金メダリストである。

## 経歴
ディーキンは、兵士として南アフリカ(ボーア戦争)に出征していたときに、880ヤードと1マイルの南アフリカ記録を樹立。戦後、アイルランドに赴いていた1901年には、1マイルと4マイルのアイルランド記録を樹立した。その後、ディーキンはイングランドに戻り、ロンドンの陸上クラブに入会。すぐに、英国でもトップクラスのクロスカントリー選手の名声を得ていった。1907年の英国のクロスカントリー選手権で2位となり、1908年の前半にもトラックでよい成績をあげ、同年のロンドンオリンピックには3種目の代表として選ばれた。
ディーキンは、オリンピックで1500mに出場。予選は4分13秒6と、予選通過8人の中で最も遅いタイムであったが、決勝では4分7秒9と記録を向上。しかし、結果は6位であった。翌朝、3マイルチームレースに出場。ディーキンは、ほかのイギリス選手3人とともに並んでトップでゴールし金メダルを獲得した。翌日には5マイルの予選に出場。しかし、意外なことに途中棄権に終わってしまった。
オリンピック後、ディーキンはクラブを変わりマラソン(ポリテクニックマラソン)に挑戦するが、20位という結果に終わる。その後、今度は第一次世界大戦に従軍。一時期、目が見えなくなるという状況に陥ってしまったが、レースに復帰。以前よりマラソンの競技力を向上させ、1920年のポリテクニックマラソンでは8位という結果を残す。その後も、ディーキンは90歳の誕生日を迎える1969年まで走り続けた。